# Фелдфебел Денково
Фелдфебел Дянково (също Дянково) е село в Североизточна България. То се намира в община Добричка, област Добрич.

## География
Докато в официалната статистика от ГРАО името на селото е Фелдфебел Дянково, за хората в района то е известно като Дянково.
Селото се намира на 6 км от село Подслон, като спокойно може да се мине това разстояние пеш, по черен път.

## История
През Османския период, след Освобождението и по време на румънската власт над Южна Добруджа селото носи името Байрам бунар.
Според запазени свидетелства в печата в края на Румънската кампания през Първата световна война оттеглящите се румънски окупационни сили отнемат от населението в района на селото едър добитък, товарен инвентар и близо 60 тона пшеница.
Със заповед МЗ № 2191/обн. 27 юни 1942 г. селото се преименува на Фелдфебел Денково.

## Население
Преброяване на населението през 2011 г.
Численост и дял на етническите групи според преброяването на населението през 2011 г.:
|                     | Численост | Дял (в %) |
| Общо                | 673       | 100,00    |
| Българи             | 0         | 0,00      |
| Турци               | 290       | 43,09     |
| Цигани              | 306       | 45,46     |
| Други               | 0         | 0,00      |
| Не се самоопределят | 0         | 0,00      |
| Неотговорили        | 67        | 9,95      |